# Амвросій (католикос-патріарх Грузії)
Католикос-патріарх Амвросій (груз. ამბროსი; в миру — Хелая Віссаріон Зосимович), після канонізації — святий Амвросій Сповідник (7 вересня 1861 — 29 березня 1927) — Католикос-патріарх Грузії, історик і релігійний діяч.
Відомий своїм украй негативним ставленням до радянської влади. Канонізований святим Синодом Грузинської православної церкви в 1995 році.
Амвросій народився в Мартвілі, Грузія. У миру його ім'ям було Віссаріон Хелая. Він закінчив Тіфліську духовну семінарію в 1885 у. Всі священнослужителі, заарештовані разом з Патріархом, показали свою солідарність з Амвросієм, який взяв на себе всю відповідальність за свої дії, які він, як було оголошено, здійснив згідно з його зобов'язаннями і з відданістю Грузинській церкві. Його останніми словами на процесі були:«Моя душа належить Богу, моє серце моїй країні, а з моїм тілом робіть що хочете, кати ..»